# Římskokatolická farnost Pavlice
Římskokatolická farnost Pavlice je územní společenství římských katolíků s farním kostelem svatého Filipa a Jakuba ve vranovském děkanství.

## Historie farnosti
První zmínka o Pavlicích pochází z roku 1252. V roce 1677 zde byla postavena kaple. V roce 1785 byla zřízena lokální kuracie. První samostatný duchovní přišel do Pavlic 18. února 1785, kdy císař Josef II. s ohledem na vzdálenost Pavlic od farního kostela (tehdy patříly Pavlice do hostimské farnosti) zřídil zvláštním dekretem v Pavlicích samostatnou lokálii. Od téhož roku patří do pavlické farnosti také obec Vranovská Ves, která do té doby patřila do farnosti štítarské. Roku 1829 byla zbudována fara. Současná podoba kostela pochází z roku 1835. 

## Kněží pavlické farnosti

### Duchovní správci
- 1920-1958 R.D. Josef Vaněk
- 1958-1977 R.D. ThDr. František Křehlík
- 1977-2007 R.D. Josef Jandl
- 2007-2010 R.D. Oldřich Máša
- 2010-2011 R.D. Mgr. David Ambrož
- 2011-2016 R.D. Mgr. Robert Prodělal.[3]
- od 1. srpna 2016 R.D. ICLic. Mgr. Jiří Ochman (farář),[4]od října 2019 se stal administrátorem excurrendo.

### Rodáci z farnosti
- R.Fr. Gilbert Antonín Plíšek, O.Praem., z Grešlového Mýta (20. 6. 1959 - 16. 6. 2014), trvalý jáhen, sacrista maior baziliky v Praze na Strahově

## Bohoslužby
| Kostel                  | Místo   | Bohoslužba (den)    | Hodina                                         | Poznámka     |
| ----------------------- | ------- | ------------------- | ---------------------------------------------- | ------------ |
| svatého Filipa a Jakuba | Pavlice | neděle středa pátek | 9.30 17.00 (zimní čas)/18.00 (letní čas) 18.00 | farní kostel |

## Aktivity ve farnosti
Dnem vzájemných modliteb farností za bohoslovce a bohoslovců za farnosti brněnské diecéze je 1. červen. Adorační den připadá na 3. března.
Ve farnosti se koná tříkrálová sbírka, v roce 2015 se při ní vybralo v Grešlovém Mýtě 5 424 korun, v Pavlicích 16 071 korun a ve Vranovské Vsi 4 660 korun. V roce 2017 činil její výtěžek v Grešlovém Mýtě 6 922 korun, v Pavlicích 17 529 korun a ve Vranovské Vsi 5 815 korun.